# ドゥブノ (リウネ州)
ドゥブノ（ウクライナ語: Дубно）はウクライナ・リウネ州の市である。同州ドゥブノ地区(ru)の行政中心地であるが、同地区には含まれない。
人口は2001年の時点で39146人、2015年には38041人。
欧州自動車道路E40号線(ru)（ウクライナ国内ではМ06号線(ru)）、E85号線（М19号線(ru)）が市内を通る。

## 姉妹都市
- Sokołów Podlaski(en)（ポーランド）
- ギジツコ（ポーランド）
- Uničov(en)（チェコ）
- ベログラトチク（ブルガリア）